# いわき市議会
いわき市議会（いわきしぎかい）は、福島県いわき市に設置されている地方議会である。

## 概要

### 任期
4年

### 定数
37人

### 所在地
福島県いわき市平字梅本21番地
いわき市役所議会棟

### 委員会
- 議会運営委員会
- 議会報編集委員会
- 議会改革推進検討委員会
- 政策提案検討委員会

#### 常任委員会
- 政策総務常任委員会
- 市民生活常任委員会
- 教育福祉常任委員会
- 産業建設常任委員会

#### 特別委員会
- 一般会計決算特別委員会
- 特別会計・企業会計決算特別委員会
- 災害等対策推進特別委員会
- デジタル社会検討特別委員会

##### かつてあった特別委員会
- 明星大学設置特別委員会
- 第50回国体対策特別委員会
- 東日本大震災復興特別委員会

### 定例会
- 年4回実施[2]

### 事務局
- 議会事務局
  - 総務議事課
    - 総務秘書係
    - 議事運営係
    - 政策調査係

## 会派
| 会派名                 | 議席数 | 所属党派                        | 議員名（◎は代表） | 女性議員数 | 女性議員の比率(%) |
| ---------------------- | ------ | ------------------------------- | --- | ---------- | ----------------- |
| 政風会                 | 13     | 自由民主党9 無所属4             | ◎西山一美 菅波健 山守章二 川崎憲正 木田都城子 長谷川貴士 田頭弘毅 佐藤不二夫 根本重和 草野大輔 永山宏恵 蛭田源治 大峯英之 | 2          | 15.38             |
| 創世会                 | 6      | 立憲民主党2 社会民主党2 無所属2 | ◎福嶋あずさ 坂本稔 狩野光昭 鈴木さおり 上壁充 佐藤和良                                                                    | 2          | 33.33             |
| 真政会                 | 6      | 自由民主党                      | ◎鈴木演 馬上卓也 小菅悟 吉田雅人 赤津一夫 小野邦弘                                                                        | 0          | 0                 |
| 公明党                 | 4      | 公明党                          | ◎塩田美枝子 小野茂 柴野美佳 塩沢昭広                                                                                      | 2          | 50                |
| 日本共産党いわき市議団 | 3      | 日本共産党                      | ◎菅野宗長 塩恭子 四家智之                                                                                                 | 1          | 33.33             |
| 正論の会               | 1      | 無所属                          | ◎小野潤三 | 0          | 0                 |
| 市民の会               | 1      | 自由民主党                      | ◎遠藤崇広 | 0          | 0                 |
| 誠心誠意の会           | 1      | 無所属                          | ◎大友康夫 | 0          | 0                 |
| 拓く会                 | 1      | 無所属                          | ◎伊藤浩之 | 0          | 0                 |
| 日本維新の会           | 1      | 日本維新の会                    | ◎小野光貴 | 0          | 0                 |
| 計                     | 37     |                                 | | 7          | 18.91             |

## 議員報酬と諸手当
| 役職   | 報酬            | 政務活動費      |
| ------ | --------------- | --------------- |
| 議長   | 月額 70万0000円 | 月額 11万0000円 |
| 副議長 | 月額 66万0000円 | 月額 11万0000円 |
| 議員   | 月額 63万0000円 | 月額 11万0000円 |

※別途期末手当あり

## 歴史

### 沿革
2011年
- 6月30日 - 市議会は松本正美に対する辞職勧告決議案を可決した。松本は交通事故後その場を立ち去り、書類送検されていた。

2020年
- 9月13日 - いわき市議会議員選挙執行。投票率44.77％。

2022年
- 8月31日 - 岸田文雄首相は世界平和統一家庭連合（旧統一教会）との関係を絶つことを自民党の基本方針にすることを表明した[3]。
- 10月17日 - 市議会の代表者会議が開催。自民系の第2会派「一誠会」は岸田首相の表明を受け、市民の不安を払拭する目的から、全議員を対象に教団との関わりについて調査し、市民に公表する案を提案[4]。
- 10月19日 - 代表者会議が開催されるも、上記提案について意見はまとまらなった[4]。自民系の最大会派「志帥会」には、統一教会信者であることを公言している小野潤三がいた[5][6][7][4]。
- 10月25日 - 小野潤三は「志帥会」を退会し、1人会派「正論の会」を結成した。佐藤和美と小野邦弘は「志帥会」を退会し、「一誠会」に合流した。これにより「一誠会」の所属議員数は8人から10人に増え、最大会派となった[4][8]。

2023年
- 9月4日 - 木村謙一郎、安田成一が福島県議会議員選挙に立候補するため辞職[9]。

2024年
- 9月8日 - いわき市議会議員選挙執行。投票率41.28％[10]。
- 10月4日 - 10月の臨時議会で永山弘恵がいわき市初の女性市議会議長に選出された[11]。

### 定数の推移
「いわき市議会議員定数条例」によって定数が決められている。
- 1966年（昭和41年）10月1日合併在任特例 - 333人
- 1968年（昭和43年）9月28日選挙 - 333人→13選挙区48人
- 1972年（昭和47年）9月27日選挙 - 13選挙区48人→12選挙区48人
- 1984年（昭和59年）9月2日選挙 - 12選挙区48人→6選挙区48人
- 1992年（平成4年）9月6日選挙 - 6選挙区48人→1選挙区44人
- 2000年（平成12年）9月3日選挙 - 44人→42人
- 2004年（平成16年）9月5日選挙 - 42人→40人
- 2012年（平成24年）9月9日選挙 - 40人→37人

## 議会出身者
- 坂本剛二（衆議院議員）
- 坂本竜太郎（衆議院議員）
- 鈴木久（衆議院議員）
- 吉田泉（衆議院議員）
- 岩城光英（参議院議員・4代目いわき市長）
- 四家啓助（5代目いわき市長）
- 渡辺敬夫（7代目いわき市長）
- 清水敏男（8代目いわき市長）